# 慧锷
慧锷（日语：／），又寫作惠萼（日语：〔〕；蕚是萼的異體字，故也作惠蕚）、慧蕚（慧萼）、慧諤等，在日本一般表記爲惠萼（恵萼）；是日本平安時代前期佛教臨濟宗高僧。生卒年不詳。曾多次到中土大唐求法，但記載零星不詳。

## 生平
慧鍔於日本承和（834—847）初年奉嵯峨天皇皇后橘嘉智子之懿旨，到大唐求法，他攜弟子渡海於841年（唐會昌元年）來到五台山求得經書、寶物，後参谒杭州灵池寺齐安国师，又請義空禅师到日本傳揚臨濟宗。之後每年都到五台山參拜，但當時唐朝正值會昌滅佛，他的朝聖行動很快就中止了。
日本齐衡元年（854年；唐大中八年），他再度到五台山，請得觀音菩薩像一尊；唐大中十二年（858年），慧鍔從宁波故昌海滨（今舟山普陀山）準備渡海回日本，但從普陀山出海三次均遇上神異的風浪，最後一次據傳說在海洋上還出現了鐵蓮花，慧鍔請出菩薩像祈請開示去路，風浪乃止。慧鍔返回普陀山，感歎觀音菩薩不肯離去，故在山上建不肯去觀音院供養菩薩像，由此普陀山觀音道場逐漸建立起來，而普陀山也從原來的梅岑山改名爲普陀山（意思是東方普陀洛迦山）。

## 傳說
- 會昌四年（844年），慧鍔曾將白居易的《白氏文集》帶到日本付梓。[6]

## 相關作品
- 2013年電影《不肯去觀音》中，由中泉英雄出演慧鍔。